# قروه (ابهر)
روستای قِروه  Qerva(که قبلاً قِربه تلفظ می‌شده) یکی از روستاهای استان زنجان ایران است. این روستا در شهرستان ابهر (بخش مرکزی، دهستان حومه) و در کیلومتر ۱۵ جاده ترانزیتی «ابهر ـ تاکستان» واقع شده‌است.

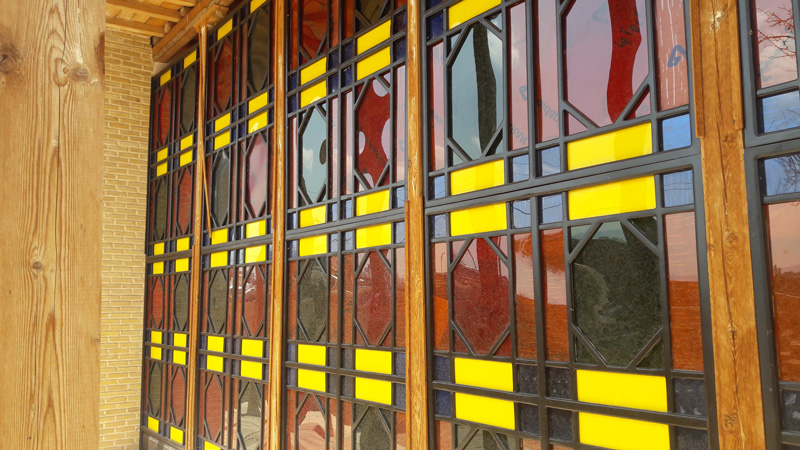
نمایی از مسجد تاریخی روستای قروه

## پیشینه
روستای قدیمی قِروه از جمله روستاهای قدیمی با پیشینه‌ای به قدمت سه هزار ساله‌است، هنوز آثار و بقایای خانه‌هایی که در روی صخره‌ها واقع شده نمایان است، این مطلب را می‌توان وجود آثار تاریخی، واجد ارزش از جمله امامزاده عبدالخیر بن موسی بن جعفر، مسجد جامع قروه و همچنین نوع معماری خاص روستا (معماری صخره‌ای) و پل ورودی روستا که منقش به نشان فروهر می‌باشد و دره مروارید (مونجوقلو دره) و آبشار و آسیاب سنگی/آبی که همگی دال بر وجود پیشینه تاریخی و قدمت زیاد منطقه در دوران خاص تاریخی است.

## آثار مذهبی - تاریخی
- مسجد جامع قروه
- پل قدیمی بر روی رودخانه ابهر رود
- نگارخانه میرشهاب الدین
- چند آسیاب آبی
- امامزاده عبدالخیر (که مربوط به دوره صفویه می‌باشد)

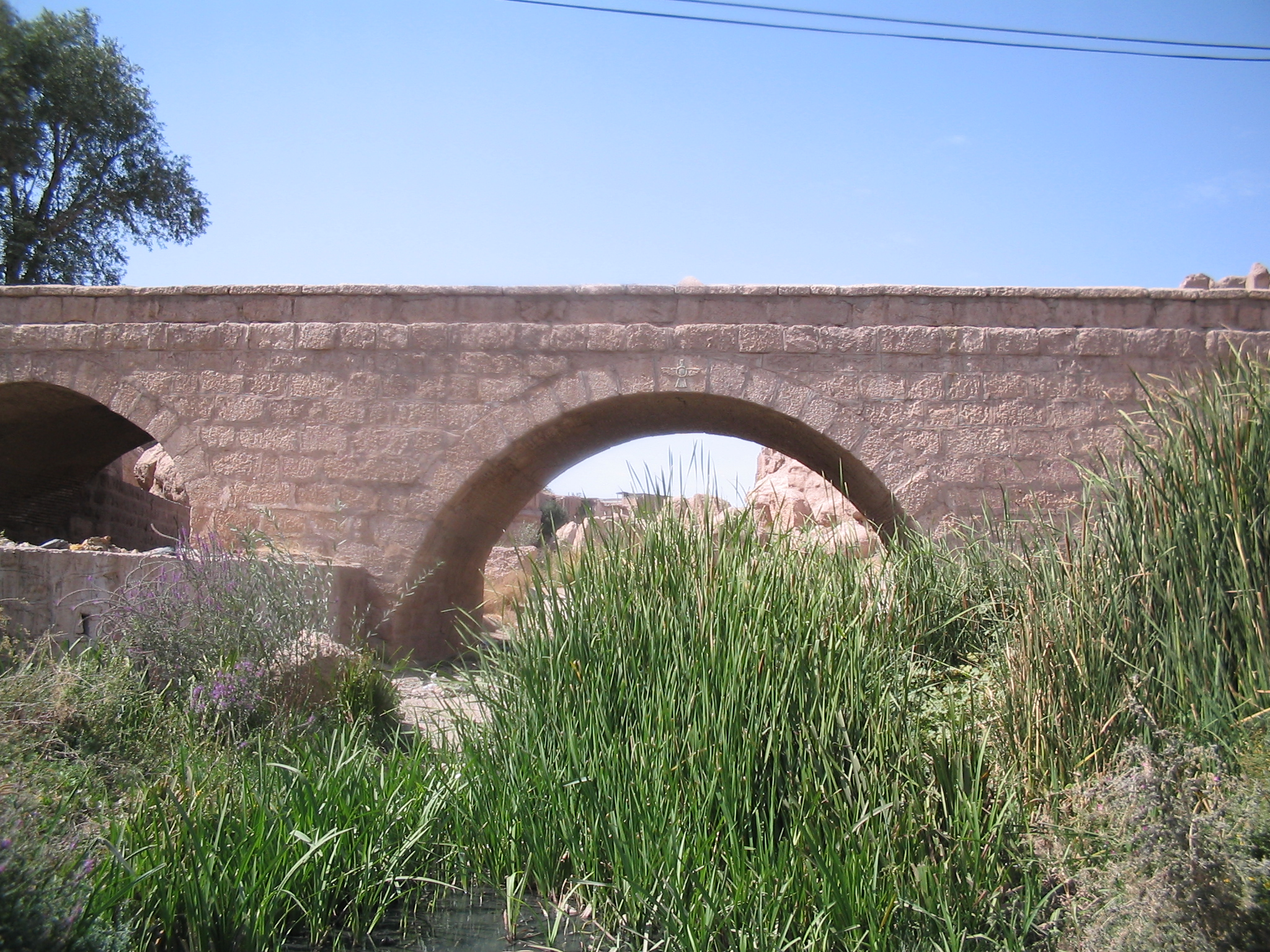
پل کهن روستای قروه

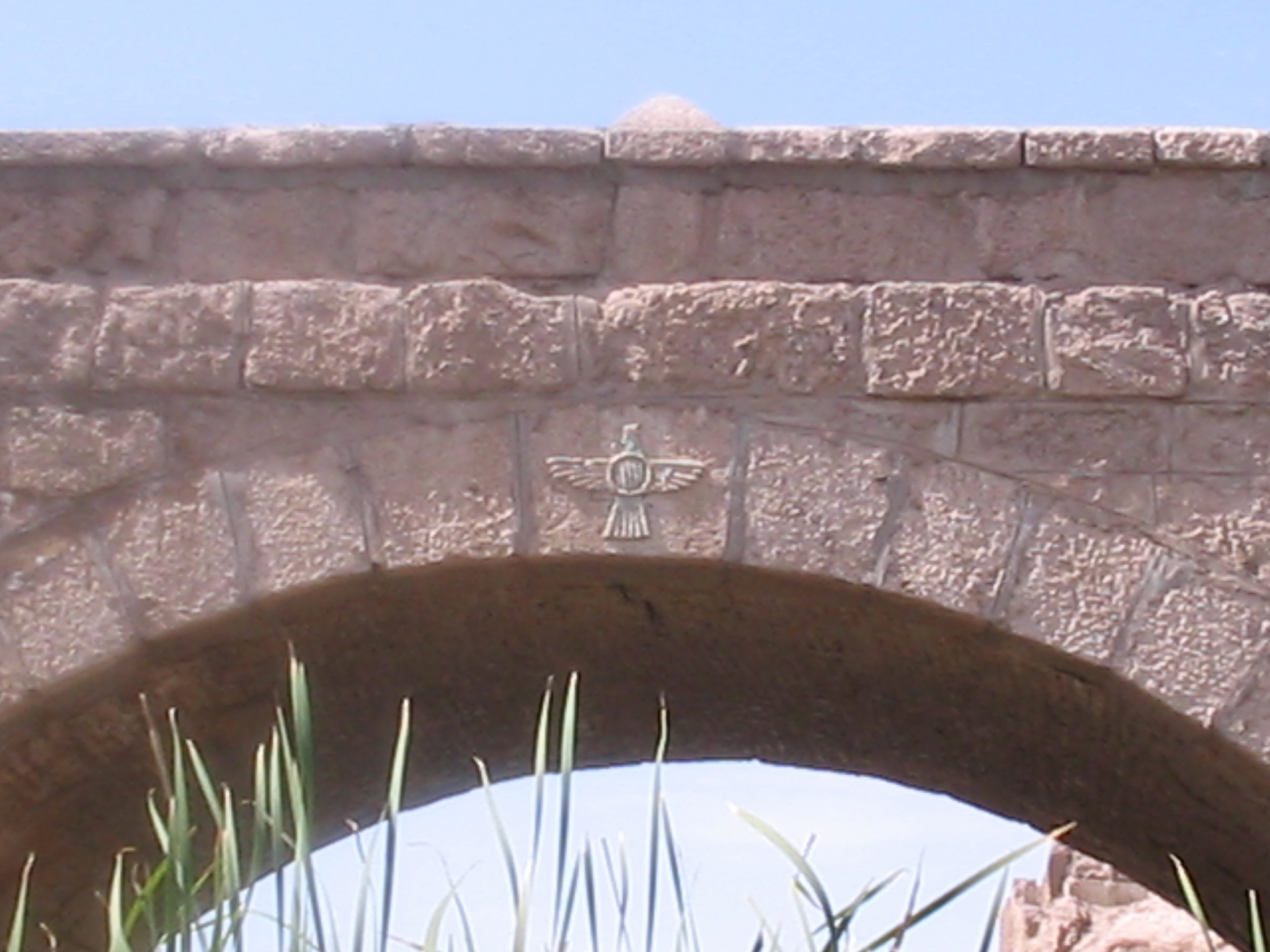
پل کهن با نشان فروهر